# Lista de deputados estaduais de Sergipe da 15.ª legislatura
Essa é uma lista de deputados estaduais do Sergipe eleitos para o período 2003-2007.

## Composição das bancadas
| Partido | Líder                   | Bancada | Posição      |
| ------- | ----------------------- | ------- | ------------ |
| PFL     | Lila Moura              | 3 / 24  | Governo      |
| PMDB    | Marcos Franco           | 3 / 24  | Oposição     |
| PPS     | Celinha Franco          | 3 / 24  | Governo      |
| PDT     | Gilmar Carvalho         | 3 / 24  | Governo      |
| PMN     | Venâncio Fonseca        | 3 / 24  | Oposição     |
| PSDB    | Ulices Andrade          | 2 / 24  | Governo      |
| PSC     | Adelson Barreto         | 2 / 24  | Independente |
| PL      | Belivaldo Chagas        | 2 / 24  | Independente |
| PT      | Prof. Ana Lúcia Menezes | 1 / 24  | Oposição     |
| PPB     | Dra. Angélica Guimarães | 1 / 24  | Governo      |
| PSB     | Joaldo Barbosa (Nêgo)   | 1 / 24  | Oposição     |

## Deputados estaduais
| Número | Deputados estaduais eleitos | Partido | Votação | Percentual | Cidade onde nasceu      | Unidade federativa |
| 15155  | Marcos Franco               | PMDB    | 28.221  | 3,22%      | Aracaju                 | Sergipe            |
| 25101  | Lila Moura                  | PFL     | 27.024  | 3,08%      | Salvador                | Bahia              |
| 15000  | Arnaldo Bispo               | PMDB    | 22.927  | 2,62%      | Itabaiana               | Sergipe            |
| 23456  | Celinha Franco              | PPS     | 21.068  | 2,40%      | Aracaju                 | Sergipe            |
| 45250  | Ulices Andrade              | PSDB    | 20.827  | 2,38%      | Canhoba                 | Sergipe            |
| 13900  | Ana Lúcia                   | PT      | 20.274  | 2,31%      | Aracaju                 | Sergipe            |
| 45111  | Maria Mendonça              | PSDB    | 19.680  | 2,25%      | Itabaiana               | Sergipe            |
| 12540  | Gilmar Carvalho             | PDT     | 19.484  | 2,22%      | Itabaiana               | Sergipe            |
| 15220  | Augusto Bezerra             | PMDB    | 18.867  | 2,15%      | Aracaju                 | Sergipe            |
| 23200  | Susana Azevedo              | PPS     | 18.580  | 2,12%      | Aracaju                 | Sergipe            |
| 25110  | Antônio Passos              | PFL     | 17.465  | 1,99%      | Cícero Dantas           | Bahia              |
| 23123  | Fabiano Oliveira            | PPS     | 16.951  | 1,93%      | Brasília                | Distrito Federal   |
| 11111  | Venâncio Fonseca            | PPB     | 16.325  | 1,86%      | Boquim                  | Sergipe            |
| 33123  | Adelson Barreto             | PMN     | 16.251  | 1,85%      | Aracaju                 | Sergipe            |
| 20111  | Dra. Angélica               | PSC     | 16.251  | 1,85%      | Japoatã                 | Sergipe            |
| 12345  | Pastor Antonio              | PDT     | 15.431  | 1,76%      | Japaratuba              | Sergipe            |
| 25123  | Valmir da Madereira         | PFL     | 15.281  | 1,74%      | Salgado                 | Sergipe            |
| 20520  | Walker Carvalho             | PSC     | 14.654  | 1,67%      | Aracaju                 | Sergipe            |
| 12111  | Garibalde Mendonça          | PDT     | 13.995  | 1,60%      | Aracaju                 | Sergipe            |
| 33211  | João da Graça               | PMN     | 12.325  | 1,41%      | Graccho Cardoso         | Sergipe            |
| 22300  | Pastor Mardoqueu            | PL      | 12.181  | 1,39%      | São Paulo               | São Paulo          |
| 33333  | Ze Milton de Ze de Dona     | PMN     | 11.943  | 1,36%      | Itabaiana               | Sergipe            |
| 22222  | Joaldo Barbosa - Nêgo       | PL      | 11.626  | 1,33%      | Monte Alegre de Sergipe | Sergipe            |
| 40123  | Belivaldo Chagas            | PSB     | 11.380  | 1,30%      | Simão Dias              | Sergipe            |